# Hermann Linkenbach
Hermann Linkenbach (Barmen, 8 de abril de 1889 - Wuppertal, 30 de junho de 1969) foi um adestrador alemão, campeão olímpico.

## Carreira
Hermann Linkenbach representou seu país nos Jogos Olímpicos de 1932, na qual conquistou a medalha de ouro no adestramento por equipes.